# 蕉林紫花苣苔
蕉林紫花苣苔（学名：Loxostigma musetorum）为苦苣苔科紫花苣苔属下的一个种。